# Charles de Peyssonnel (avocat)
Charles de Peyssonnel (n. 17 decembrie 1700, Marsilia, Franța – d. 16 mai 1757, İzmir, Anatolia Eyalet⁠(d), Imperiul Otoman) a fost un avocat francez.

## Biografie
Charles de Peyssonnel este fiul medicului Charles Peyssonnel (1640-1720), victima devotamentului său, a murit de ciumă în 1720 la Marsilia. Este fratele medicului și naturalistului Jean André Peyssonnel (1694-1759) și tatăl scriitorului și diplomatului Claude-Charles de Peyssonnel (1727-1790).
După ce a studiat dreptul la Aix-en-Provence, a fost avocat la Marsilia. În 1726 a participat la crearea Academiei din Marsilia, unde a rostit în 1734 un elogiu al mareșalului Ducele de Villars. Marchizul de Villeneuve, ambasador francez la Constantinopol, l-a luat ca secretar și apoi ca cancelar. A cunoscut probabil contele de Caylus căruia i-a adresat o corespondență importantă publicată de părintele Sevin în 1802.
El a descoperit mai multe medalii de aur ale regilor Bosforului și cu această ocazie a publicat o Dissertation sur la suite des rois du Bosphore. Și-a petrecut întreaga carieră în Levant. A făcut două expediții în interiorul Turciei în 1746 și 1750. Numit consul în Smirna în 1747, a murit acolo în 1757 în urma unui atac de apoplexie.